# Lisandro Alzugaray
Lisandro Joel Azulgaray (Viale, 17 aprile 1990) è un calciatore argentino, centrocampista del LDU Quito.

## Caratteristiche tecniche
È un trequartista.

## Carriera
Cresciuto nel settore giovanile del Lanús, ha esordito nel massimo campionato argentino il 25 ottobre 2018 con la maglia del Newell's Old Boys in occasione dell'incontro perso 1-0 contro l'Estudiantes (LP).

## Palmarès

### Club

#### Competizioni nazionali
- Campionato ecuadoriano: 1

LDU Quito: 2024
- Supercoppa ecuadoriana: 1

LDU Quito: 2025

#### Competizioni internazionali
- Coppa Sudamericana: 1

LDU Quito: 2023